# Dichaetomyia flavida
Dichaetomyia flavida este o specie de muște din genul Dichaetomyia, familia Muscidae. A fost descrisă pentru prima dată de Malloch în anul 1921.
Este endemică în Malawi. Conform Catalogue of Life specia Dichaetomyia flavida nu are subspecii cunoscute.